# Pterocactus fischeri
Pterocactus fischeri ist eine Pflanzenart der Gattung Pterocactus aus der Familie der Kakteengewächse (Cactaceae). Das Artepitheton fischeri ehrt den deutschen Gärtner Walter Fischer vom Botanischen Garten Göttingen, der die Art entdeckte.

## Beschreibung
Pterocactus fischeri bildet mehrere unverzweigte, zylindrische Triebe aus. Sie sind gehöckert grünlich braun und werden bis 15 Zentimeter lang und 1 bis 1,5 Zentimeter im Durchmesser. Die zahlreichen, gelblichen Glochiden sind 0,3 bis 0,4 Zentimeter lang. Die vier, braunen oder schwarzen Mitteldornen haben eine gelbliche Spitze, sie sind nur an den oberen Triebenden vorhanden und werden 1 bis 5 Zentimeter lang. Es werden 12 oder mehr weißliche, borstenartige Randdornen ausgebildet, welche bis 6 Millimeter lang werden.
Die kupferfarbene bis bräunliche, manchmal auch purpurn oder kupfergelbliche Blüte erreicht einen Durchmesser von bis zu 2,5 Zentimeter. Die stark gehöckerten Früchte werden 2 bis 2,5 Zentimeter im Durchmesser.

## Verbreitung, Systematik und Gefährdung
Pterocactus fischeri ist in Süd- und Zentral-Argentinien in den Provinzen Neuquén, Río Negro und im südlichen Teil von Mendoza in Höhenlagen von 500 bis 1000 Metern verbreitet.
Die Erstbeschreibung der Art erfolgte 1919 durch Nathaniel Lord Britton und Joseph Nelson Rose.
In der Roten Liste gefährdeter Arten der IUCN wird die Art als „Least Concern (LC)“, d. h. als nicht gefährdet geführt. Die Entwicklung der Populationen wird als stabil angesehen.

## Nachweise